# Körnégyszögesítés

A Rhind-papiruszban megadott közelítő megoldás

A kör négyszögesítése (kvadratúrája) az a szerkesztési feladat, melynek lényege adott kör területével egyenlő területű négyzet szerkesztése. Modern terminológiával ez a feladat úgy is megfogalmazható, miszerint (csak mértani eszközök felhasználásával) szerkesztendő egy √π oldalhosszúságú négyzet (az egységszakasz mint szerkesztési adat ismeretében).
A probléma rokon, de nem azonos a π hosszúságú szakasz megszerkesztésével (rektifikációs v. körkiegyenesítési feladat). Ugyanis a görög matematikusok geometrikus szemlélete alapján a síkidomok területének fogalma némileg különbözik a mai és részben más antik kultúrák értelmezésétől. Ez utóbbi szerint egy síkidom területének mértéke azt fejezi ki, hogy az idom hányszorosa az egység oldalú négyzetnek. A görögök az idom területével megegyező négyzettel, az oldalának hosszával jellemezték a méretet. Ezért az ilyen területszerkesztési feladatokat a négyszögesítés (pontosabban négyzetesítés), latinul a quadratura névvel illetjük.
A körkvadratúra – minthogy egyszerűen megfogalmazható, mégis rendkívül nehéznek bizonyult – egyike volt a matematika igen népszerű problémáinak a történelem során. Számosan – nemcsak matematikusok, hanem műkedvelők is – foglalkoztak vele, ami, tekintve a feladat gyakorlati életben való meglehetős jelentéktelenségét, figyelemre méltó. Számos téves „megoldás” született, intellektuálisan meglehetősen nagyra becsült emberektől is. Mivel több országban magánszemélyek vagy matematikai társaságok jutalmat tűztek ki a megoldó számára, ez csak tovább fokozta a feladatot körüllengő kultuszt. Amikor a feladat megoldhatatlansága kiderült, az meglehetős megdöbbenést keltett.

## A kvadratúra és a rektifikáció kapcsolata
Analóg feladat a kör kiegyenesítése (rektifikációja), vagyis a kör kerületével egyező hosszúságú szakasz megszerkesztése. A két feladat kapcsolatával már Babilonban is tisztában voltak, amikor a kör kerületét a {\displaystyle k=6r} , míg a területét a {\displaystyle t=3r^{2}} képlettel számolták. Azt a tételt, hogy a kör területe megegyezik egy olyan háromszögével, aminek alapja a kör kerülete, magassága pedig a kör sugara ({\displaystyle t=kr/2}), azonban csak Arkhimédész (i. e. 250 k.) bizonyította be.
Könnyen belátható, hogy a körrektifikációs és a körkvadratúra-szerkesztések ekvivalensek a következő értelemben: ha az egyik megoldható euklideszi szerkesztéssel, akkor a másik is, és fordítva: ugyanis egy számból annak gyöke, vagy négyzete egyszerűen megszerkeszthető részben a párhuzamos szelők tétele, részben a magasságtétel segítségével. Ezért az egyik feladat megoldása igen könnyen maga után vonná a másik megoldását is.

## A körnégyszögesítési feladat megoldhatósága
A feladat euklideszi szerkesztéssel nem oldható meg. Ezt az ókorban is sejtették, de csak 1882-ben bizonyította be Ferdinand von Lindemann, hogy a π szám transzcendens, vagyis nem gyöke semmilyen racionális együtthatójú polinomiális egyenletnek. Néhány évtizeddel korábban ismert volt, hogy amennyiben a π transzcendens, akkor a kör négyszögesítése euklideszi szerkesztéssel lehetetlen.
A szerkesztés nemeuklideszi módon való elvégzéséhez a görögök különféle eszközöket (neuszisz vonalzó, konhoisz körző stb.) és síkgörbéket (hiperbola, quadratrix, konhoisz, cisszoisz stb.) használtak. A számítógépes tervezést (CAD) megelőzően a műszaki rajzolók a {\displaystyle \pi } hosszúságú, illetve egy félkör kerületével egyező szakaszt az ábrán látható elrendezéssel szerkesztették meg (Kochanski-féle szerkesztés). Az AC átmérőjű (itt r = 1 sugarú) kör középpontjából az átmérővel 30°-os szögben húzott egyenes az érintőt a D pontban metszi. Innen a C irányba felmérjük a sugár 3-szorosát. Az ABC derékszögű háromszög befogói: {\displaystyle AC=2}, illetve {\displaystyle BC=3-\tan {30^{o}}=3-1/{\sqrt {3}}}.
Az átfogó a Pitagorasz-tétellel:
- {\displaystyle AB={\sqrt {\frac {40-6{\sqrt {3}}}{3}}}\approx 3,14153\dots } ,

ami a {\displaystyle \pi }=3,141592653589793… pontos értékét 4 tizedesre közelíti, azaz a hiba kevesebb, mint {\displaystyle 6\cdot 10^{-5}}.
A Rhind-papiruszban (i. e. 2000 k.) közölt legkorábbi megoldás csupán próbálkozás eredménye. (A kör átmérője = 9, a négyzet oldala = 8).
Ismeretesek ennél pontosabb, de a gyakorlat számára használhatatlanul komplikált szerkesztések is. Például Srínivásza Rámánudzsan indiai matematikus 1914-ben talált módszere, ami a pí 8 tizedesjegyig pontos közelítő értékének felel meg:
{\displaystyle \left(9^{2}+{\frac {19^{2}}{22}}\right)^{1/4}={\sqrt[{4}]{\frac {2143}{22}}}=3,1415926525826461253\dots }
Szintén lehetséges a kör négyszögesítése a nem-euklideszi térben.

## Körnégyszögítés a kultúrában
Thomas Mann Varázshegyének egyik államügyész szereplője megszállott körnégyszögesítő: keresi a probléma megoldását.
Valentyin Petrovics Katajev 1928-as komédiájának címe A kör négyszögesítése. A drámában két fiatal házaspárnak kell osztoznia egy szűk moszkvai szobán.

## Lásd még
- Szögharmadolás
- Kvadratrix
- Laczkovich-tétel
- Indianai pi-törvényjavaslat